# Bezpartyjni Samorządowcy
Bezpartyjni Samorządowcy – polski ruch polityczny działający głównie na szczeblu samorządowym, obejmujący zasięgiem początkowo województwo dolnośląskie, a następnie cały kraj. Od grudnia 2020 jego zasadnicza część skupiona jest w ramach związku stowarzyszeń Ogólnopolska Federacja „Bezpartyjni i Samorządowcy”. Od 2023 z ruchem związana jest partia polityczna Bezpartyjni Samorządowcy – Łączy nas Polska (została ona zarejestrowana w 2022 przez inne środowisko).

## Historia

### Ruch regionalny
Przed wyborami samorządowymi w 2014 część działaczy stowarzyszenia Obywatelski Dolny Śląsk sprzeciwiająca się zawarciu przez jego prezesa Rafała Dutkiewicza (prezydenta Wrocławia) porozumienia z Platformą Obywatelską, powołała komitet Bezpartyjni Samorządowcy. Zdobył on 4 mandaty w sejmiku dolnośląskim, które otrzymali: Paweł Kukiz, Robert Raczyński, Aldona Wiktorska-Święcka i Patryk Wild (który uzyskał tym samym reelekcję). Robert Raczyński został jednak ponownie wybrany na prezydenta Lubina (startując z własnego komitetu), a mandat po nim przypadł Tymoteuszowi Myrdzie. Radni z list BS pozostali w sejmiku niezrzeszeni. Komitet BS wystawił dwoje kandydatów na prezydentów miast (Aldonę Wiktorską-Święcką we Wrocławiu oraz Wiesława Gierusa w Jeleniej Górze), jednak nie weszli oni do II tury. Oprócz Roberta Raczyńskiego prezydentem miasta spośród kandydatów związanych z BS pozostał także startujący z własnego komitetu Piotr Roman w Bolesławcu. W radzie Wrocławia jedyny mandat dla BS otrzymał Sebastian Lorenc.
Paweł Kukiz wystartował w wyborach prezydenckich w 2015, zajmując 3. miejsce z wynikiem 20,8% głosów. Zainicjował następnie ruch mający startować w wyborach parlamentarnych w tym samym roku (przyjął on nazwę Kukiz’15). W połowie lipca środowisko BS zakończyło jednak współpracę z Pawłem Kukizem i wraz z bezpartyjnymi działaczami samorządowymi z innych regionów oraz Ruchem Obywatelskim na rzecz Jednomandatowych Okręgów Wyborczych (także wspierającym wcześniej Pawła Kukiza) powołało komitet JOW Bezpartyjni, który zarejestrował kandydatów jedynie w kilku okręgach wyborczych (wśród sygnatariuszy deklaracji programowej inicjatywy znaleźli się przedstawiciele BS: Robert Raczyński, Piotr Roman, Patryk Wild i Tymoteusz Myrda). Związany z tym środowiskiem senator Jarosław Obremski powołał natomiast własny komitet, skutecznie ubiegając się o reelekcję (poparły go m.in. PiS i Polska Razem). Ponownie zasiadł w Kole Senatorów Niezależnych, jednak w maju 2016 przeszedł do klubu PiS. W wyniku zdobycia mandatu poselskiego przez Pawła Kukiza, jego miejsce w sejmiku zajęła Ewa Zdrojewska.
7 marca 2016 klub Bezpartyjni Samorządowcy powstał w sejmiku województwa lubuskiego. Utworzyli go radni stowarzyszenia Lepsze Lubuskie (Sławomir Kowal, przewodniczący klubu Łukasz Mejza oraz wybrany z listy PSL Józef Kruczkowski, który rok później przeszedł jednak do klubu PiS) wraz z byłymi radnymi SLD (Edwardem Fedką i Franciszkiem Wołowiczem).
31 marca 2016 w sejmiku dolnośląskim związani z Rafałem Dutkiewiczem radni ODŚ (Janusz Marszałek, Jerzy Michalak, Marek Obrębalski, Ewa Rzewuska i przewodniczący sejmiku Paweł Wróblewski) odeszli z klubu Platformy Obywatelskiej. Ponadto PO opuścili inni radni tej partii – Michał Bobowiec, wiceprzewodniczący sejmiku Julian Golak, Czesław Kręcichwost, Ryszard Lech i marszałek województwa Cezary Przybylski. Wraz z trójką radnych wybranych z list BS (Tymoteuszem Myrdą, Patrykiem Wildem i Ewą Zdrojewską), a także innym radnym niezrzeszonym Kazimierzem Janikiem (wybranym z listy SLD Lewica Razem), powołali oni klub Bezpartyjnych Samorządowców, który stał się największym klubem w sejmiku i w koalicji z Polskim Stronnictwem Ludowym przejął władzę w województwie, odsuwając od niej PO. Tymoteusz Myrda zastąpił przedstawiciela tej partii na stanowisku wicemarszałka województwa. Szefem klubu został Patryk Wild. Do klubu BS nie przystąpiła wybrana z ich listy Aldona Wiktorska-Święcka. 27 czerwca 2016 doszło do poszerzenia koalicji rządzącej, do której dołączyły Platforma Obywatelska i Sojusz Lewicy Demokratycznej (znajdujące się od pewnego czasu we wspólnym klubie radnych z PSL). Z klubu BS odeszli następnie radni wybrani z list BS (odwołany z funkcji wicemarszałka województwa Tymoteusz Myrda, Patryk Wild i Ewa Zdrojewska), którzy stali się niezrzeszeni, a wkrótce powołali Klub Radnych Bezpartyjnych wraz z byłą radną PSL Grażyną Cal i Aldoną Wiktorską Święcką, która została przewodniczącą klubu. 14 lipca 2016 dotychczasowy klub BS (liczący 11 członków) przyjął nazwę Dolnośląski Ruch Samorządowy. Powołano także następnie związane z Rafałem Dutkiewiczem stowarzyszenie o tej nazwie.

### Ruch ogólnopolski
14 marca 2017 ogłoszono powstanie Ruchu Samorządowego „Bezpartyjni”, będącego w znacznej mierze kontynuacją ruchu JOW Bezpartyjni z 2015. Ruch, mający na celu wystawienie ogólnopolskiego komitetu w wyborach samorządowych w 2018, współtworzyło ok. 60 samorządowców z województw dolnośląskiego, lubuskiego, zachodniopomorskiego, kujawsko-pomorskiego, podlaskiego, śląskiego, łódzkiego i wielkopolskiego. Pod szyldem ruchu zgromadzili się m.in. samorządowcy tworzący w wyborach w 2014 komitety, takie jak dolnośląscy Bezpartyjni Samorządowcy, Lepsze Lubuskie i Bezpartyjni Pomorze Zachodnie, które wprowadziły swoich przedstawicieli do sejmików województw. Wśród założycieli Ruchu Samorządowego „Bezpartyjni” znaleźli się m.in. prezydenci Szczecina (Piotr Krzystek), Zielonej Góry (Janusz Kubicki), Lubina (Robert Raczyński) i Bolesławca (Piotr Roman), radni wojewódzcy z sejmików dolnośląskiego (z wówczas z Klubu Radnych Bezpartyjnych), lubuskiego (ze związanego z LL klubu Bezpartyjni Samorządowcy) i zachodniopomorskiego (radna z listy BPZ), burmistrz Ścinawy, przewodniczący rad miejskich Szczecina (Jan Stopyra) i Augustowa oraz Patryk Hałaczkiewicz z RO na rzecz JOW.
W wyborach w 2018 komitet BS zarejestrował listy do sejmików we wszystkich województwach, zyskując (jako jeden z 10 komitetów) miano ogólnopolskiego. Listy sejmikowe BS pojawiły się w 62 z 85 okręgów wyborczych. Mniejszą liczbę list komitet wystawił w wyborach do poszczególnych rodzajów rad. BS wystawili także po kilku kandydatów na prezydentów miast, burmistrzów i wójtów. Niektórzy związani z ruchem kandydaci wystartowali także pod nazwami lokalnych komitetów. W województwie dolnośląskim Bezpartyjni Samorządowcy połączyli siły z DRS (jednak bez najbliższych współpracowników Rafała Dutkiewicza, którzy powołali w wyborach do sejmiku komitet Z Dutkiewiczem dla Dolnego Śląska), z którym w czerwcu tego samego roku utworzyli wspólny klub radnych BS w sejmiku, pod przewodnictwem Czesława Kręcichwosta (liczący pod koniec kadencji 12 osób i będący największym klubem w sejmiku). W województwie mazowieckim pod szyldem BS startowało powstałe w 2001, kierowane przez Konrada Rytela stowarzyszenie Mazowiecka Wspólnota Samorządowa (startująca od 2002 w każdych wyborach samorządowych – w tym w 2002 jako część Inicjatywy Społecznej Wspólnota Samorządowa i w 2010 jako część Krajowej Wspólnoty Samorządowej). Z kolei w województwie opolskim BS w ramach porozumienia z lokalnym stowarzyszeniem Przyjazny Samorząd Powiatu Namysłowskiego zarejestrował jedną listę w wyborach do sejmiku (dzięki czemu zyskał uprawnienia komitetu ogólnopolskiego).
W wyborach do sejmików BS uzyskali w skali kraju 5,28%, w 5 województwach przekraczając próg wyborczy i zdobywając mandaty (łącznie 15). W województwie dolnośląskim uzyskali 14,98% głosów, zdobywając 6 mandatów. W wyniku ich decyzji do władzy w tym województwie doszło PiS, w koalicji z którym Cezary Przybylski z BS utrzymał fotel marszałka województwa. W zachodniopomorskim BS uzyskali 13,7% głosów. Nie weszli do zarządu województwa, jednak poparli marszałka Olgierda Geblewicza z PO, a ich przedstawicielka Maria Ilnicka-Mądry została przewodniczącą sejmiku. Własny klub udało im się powołać także w lubuskim, gdzie przy wyniku 13,17% zdobyli 4 mandaty (jednak wybrana z ich listy radna Wioleta Haręźlak przystąpiła do klubu PSL, stając na czele sejmiku). BS znaleźli się tam w opozycji, podobnie jak w mazowieckim i wielkopolskim, gdzie ich komitet zdobywał nieco ponad 6% głosów, a jego przedstawiciele uzyskali po jednym mandacie. KWW BS zdobył 2 stanowiska burmistrzów i 1 wójta, a także 36 mandatów w radach powiatów, 53 w radach gmin i 1 w radach dzielnic Warszawy. Związani z ruchem kandydaci startowali jednak także pod innymi nazwami komitetów – byli wśród nich m.in. prezydenci miast, którzy uzyskali reelekcję: lider ruchu Robert Raczyński, a także Piotr Krzystek, Janusz Kubicki i Piotr Roman.
2 marca 2019 część działaczy ruchu razem z ekonomistą i prawnikiem Robertem Gwiazdowskim założyła ruch polityczny Polska Fair Play (odciął się od tego lider BS Robert Raczyński). PFP wystartowała w wyborach do Parlamentu Europejskiego w Polsce w tym samym roku, jednak zarejestrowała listy jedynie w części okręgów. Po wyborach zakończyła działalność.
Bezpartyjni Samorządowcy zadeklarowali samodzielny start w wyborach parlamentarnych w tym samym roku (po tym, jak w sprawie wspólnego startu z nimi nie porozumiały się PSL i Kukiz’15). Przystąpili do wyborów jako KWW Koalicja Bezpartyjni i Samorządowcy, rejestrując listy do Sejmu w 19 z 41 okręgów wyborczych, a także 15 kandydatów do Senatu (na 100 okręgów). Z list komitetu wystartowała m.in. Federacja dla Rzeczypospolitej, której lider, poseł niezrzeszony Marek Jakubiak, otworzył krakowską listę do Sejmu. Z drugiego miejsca wystartował tam z kolei Gniewomir Rokosz-Kuczyński z Chrześcijańskiej Demokracji III RP. Listę w okręgu siedleckim otworzył były eurodeputowany i wojewoda bialski Marek Czarnecki, liderem listy w okręgu elbląskim został były poseł Wojciech Penkalski, zaś w okręgu lubelskim listę otwierał Marek Woch. Wśród kandydatów do Senatu znaleźli się m.in. lider RO na rzecz JOW Patryk Hałaczkiewicz, czy też świętokrzyscy wykładowcy akademiccy – politolog Kazimierz Kik i były policjant Dariusz Loranty. W wyborach nie zdecydowało się wystartować środowisko Bezpartyjnych zachodniopomorskich. Bezpartyjni z województwa lubuskiego przystąpili natomiast do Koalicji Polskiej, w związku z czym Łukasz Mejza (działający wcześniej w Polsce Fair Play) znalazł się w wyborach do Sejmu na ostatnim miejscu tamtejszej listy PSL (przegrał mandat z liderką listy Jolantą Fedak, po której śmierci kilkanaście miesięcy później zastąpił ją w Sejmie, zostając posłem niezrzeszonym; w 2021 jako niezrzeszony przystąpił do współrządzącej Partii Republikańskiej). KWW KBiS uzyskał w wyborach do Sejmu 0,78% głosów (zajmując 6. miejsce, jako najsilniejszy komitet nieogólnopolski), przekraczając 3% w okręgach wrocławskim i wałbrzyskim. W wyborach do Senatu także żaden kandydat KBiS nie uzyskał mandatu. W skali kraju otrzymali oni 1,82% głosów (5. wynik spośród wszystkich komitetów).

#### Ogólnopolska Federacja „Bezpartyjni i Samorządowcy”
W grudniu 2020, jako związek stowarzyszeń, zarejestrowano Ogólnopolską Federację „Bezpartyjni i Samorządowcy”. W jej komitecie założycielskim znalazły się stowarzyszenia: Lokalni (Marcina Marandy), MWS (Konrada Rytela), Centrum Społecznej Demokracji (Marka Wocha) i Bezpartyjni Samorządowcy (Romana Kozłowskiego). Jej przewodniczącym został Robert Raczyński, wiceprzewodniczącym Marcin Maranda, sekretarzem Marek Woch, a skarbnikiem Konrad Rytel. W marcu 2021 doszło do rozłamu w klubie BS w sejmiku dolnośląskim. Marszałek województwa Cezary Przybylski wraz z Tymoteuszem Myrdą i Markiem Obrębalskim powołali reprezentujący OF „BiS” klub Bezpartyjni i Samorządowcy. Pozostali czterej radni pozostali w klubie BS; w lutym 2022 Michał Bobowiec przeszedł z niego do klubu BiS. W kwietniu 2022 do OF „BiS” dołączyło Lubuskie Forum Samorządowe pod przewodnictwem Tomasza Możejki, a we wrześniu tego samego roku stowarzyszenie Teraz Lubuskie kierowane przez Jarosława Nieradkę, zrzeszające trzech bezpartyjnych radnych klubu BS w sejmiku lubuskim (Sławomira Kowala, Wacława Maciuszonka i Sławomira Muzykę). Związało się z nią także stowarzyszenie Samorządne Pomorze, kierowane przez radnego sejmiku pomorskiego Dariusza Męczykowskiego z klubu Dla Pomorza (wybranego z listy PSL); w 2024 przeszło ono jednak do OK Samorząd. W maju 2023 do OF „BiS” przystąpiło świętokrzyskie stowarzyszenie Bezpartyjni i Niezależni, pod przewodnictwem Kamila Suchańskiego. Miesiąc później powstał związany z nim klub BS w sejmiku świętokrzyskim, powołany przez byłych radnych PiS (m.in. byłego posła Waldemara Wronę; za ich sprawą odwołano z funkcji przewodniczącego sejmiku z tej partii). Klub, w wyniku odejścia Waldemara Wrony, rozpadł się po niespełna dwóch miesiącach.
20 czerwca 2023 część działaczy Bezpartyjnych Samorządowców zarejestrowała również partię polityczną pod nazwą Ogólnopolska Koalicja Samorządowa – Tak! Dla Polski, która plagiatowała zarówno nazwę Ogólnopolskiej Koalicji Samorządowej (powołanej w wyniku rozłamu w BS), jak i ruchu samorządowego Tak! Dla Polski (założonego przez Jacka Karnowskiego). Ostatecznie na początku 2024 roku partia ta przemianowała się na Porozumienie Samorządowe.
5 lipca 2023 poinformowano, że ruch związany z OF „BiS” wystartuje w wyborach parlamentarnych w tym samym roku z ramienia komitetu partii Bezpartyjni Samorządowcy – Łączy nas Polska, której przewodniczącym został Tymoteusz Myrda. Partia ta została zarejestrowana jako CyberPolska 17 lutego 2022 (jej głównym administratorem był Oskar Kida), a 14 września tego samego roku została przemianowana na nazwę, która początkowo plagiatowała ruch BS (jej sekretarzem krajowym został wówczas Sławomir Trzewik, w 2023 zastąpił go Marek Czachara), jednak władanie nią przejęli w 2023 działacze OF „BiS” („oryginalnych” BS). Ugrupowanie zarejestrowało w wyborach komitet ogólnopolski. Z ramienia BS do parlamentu wystartowały głównie osoby bezpartyjne (w tym senator klubu PiS Ewa Gawęda, która opuściła tę partię), a także grupa członków BS-ŁnP, przedstawiciele partii Odpowiedzialność (w tym jej prezes), szefowie partii Bezpartyjni i Wspólnie dla Zdrowia, wiceszef partii IV Rzeczpospolita, a także pojedynczy członkowie Porozumienia, Dobrego Ruchu, PO, FdR i PSL. W wyborach BS zdobyli 1,86% głosów, zajmując 6. miejsce i nie uzyskując mandatów w parlamencie.
Przed wyborami samorządowymi w 2024 w federacji doszło do rozłamu. Związane z Robertem Raczyńskim stowarzyszenie Bezpartyjni Samorządowcy (zarejestrowane w 2018 w Lubinie, od 2020 pod prezesurą Romana Kozłowskiego) powołało własny komitet wyborczy, a pozostała część dotychczasowej OF „BiS” wystartowała wspólnie z Konfederacją Wolność i Niepodległość w ramach KWW Konfederacja i Bezpartyjni Samorządowcy. W wyborach wojewódzkich komitet BS otrzymał w skali kraju 3,01% głosów, wprowadzając 3 radnych do sejmiku dolnośląskiego (reelekcję uzyskali Tymoteusz Myrda i Cezary Przybylski, ponadto mandat otrzymał Michał Rado). Uzyskał tam 10,55% głosów, podczas gdy w pozostałych województwach osiągnął wyniki maksymalnie w okolicach 3%. Rozłamowcy startujący w ramach komitetu KiBS również otrzymali 3 mandaty w sejmikach (połowę uzyskanych przez komitet), m.in. reelekcję na Mazowszu uzyskał Konrad Rytel. W sejmiku dolnośląskim przedstawiciele BS zasiedli w klubie Trzecia Droga-PSL (stanowiąc w nim większość radnych; przewodniczącym klubu został Tymoteusz Myrda), który wszedł w skład koalicji rządzącej województwem wraz z Koalicją Obywatelską i Polską 2050 (której radne zostały wybrane z list TD, nie współtworząc klubu z PSL). Michał Rado został wicemarszałkiem województwa. W 2025 klub TD-PSL został przemianowany na klub PSL i BS.
W wyborach do Parlamentu Europejskiego w tym samym roku BS wystartowali (pod wodzą Marka Wocha, w wyniku niebrania udziału w kampanii przez liderów środowiska dolnośląskiego) jako KWW Bezpartyjni Samorządowcy – Normalna Polska w Normalnej Europie, rejestrując listy we wszystkich okręgach. Znaleźli się na nich także przedstawiciele Konfederacji Odnowy Rzeczypospolitej Wolność i Niepodległość (w tym jej prezes Janusz Korwin-Mikke i wiceprezes Jacek Władysław Bartyzel, otwierający listy okręgowe, a także m.in. Lucyna Kulińska), szefowie partii Bezpartyjni (Piotr Bakun, lider niestołecznej listy mazowieckiej) i Alternatywa Społeczna (Krzysztof Przybylak), Dominika Korwin-Mikke (żona Janusza Korwin-Mikkego) z Nowej Nadziei, czy też działacz Nowej Demokracji – Tak. KWW BS-NPwNE uzyskał w eurowyborach 0,93% głosów (6. wynik w skali kraju), nie przekraczając progu wyborczego 5%.
25 października 2024 na krajowym zjeździe delegatów OF „BiS” wybrano nowy zarząd, w którym nie znalazł się dotychczasowy lider ruchu Robert Raczyński. Nowym przewodniczącym federacji został Marek Woch. Również Marek Woch w grudniu 2024 został ogłoszony kandydatem ugrupowania w wyborach prezydenckich w 2025. Uzyskał on 0,09% głosów, zajmując ostatnie, 13. miejsce. Przed drugą turą głosowania w imieniu OF „BiS” udzielił poparcia Karolowi Nawrockiemu.
W kwietniu 2025 z OF „BiS” rozstały się dolnośląskie środowisko BS, a także MWS i BiN, przy współpracy z Pawłem Osiewałą (prezydentem Sieradza). 27 maja tego samego roku OF „BiS” zapowiedziała tworzenie na wybory parlamentarne prawicowego projektu z udziałem partii Stronnictwo Pracy i Alternatywa Społeczna oraz stowarzyszenia Obóz Wielkiej Polski.

#### Ogólnopolska Koalicja Samorządowa / KS „OK Polska”
12 grudnia 2020 powstała alternatywna wobec OF „BiS” Ogólnopolska Koalicja Samorządowa. Jej przewodniczącym został Tadeusz Czajka (wójt Tarnowa Podgórnego), wiceprzewodniczącymi Piotr Krzystek i Janusz Kubicki, sekretarzem Andrzej Sitnik (prezydent Siedlec), skarbnikiem Ludomir Handzel (prezydent Nowego Sącza), a pozostałymi członkami zarządu Marian Błachut (burmistrz Czechowic-Dziedzic), Jacek Szydło (członek zarządu powiatu olsztyńskiego, były wieloletni wójt Dywit) i (w kwietniu 2023) Patryk Hałaczkiewicz (wówczas wiceburmistrz Kątów Wrocławskich). W czerwcu 2024 nowym szefem został Piotr Krzystek (Tadeusz Czajka pozostał w zarządzie). 30 września 2024 przemianowała się ona na Koalicję Samorządową „OK Polska”.

## Program
Ruch jest za wprowadzeniem Edukacyjnego Bonu Rozwojowego o wartości 100 zł miesięcznie na każdego ucznia szkół podstawowych i średnich do wykorzystania na zajęcia edukacyjne i rozwijające. W sferze edukacji BS popierają również bezpłatne obiady dla każdego dziecka w szkole oraz wprowadzenie do programu nauczania edukacji seksualnej, wiedzy ekologicznej oraz wiedzy o regionie. Ruch domaga się również redukcji biurokracji. Proponuje zerową stawkę podatku PIT oraz zastąpienie podatku CIT „niskim podatkiem przychodowym, który będą płacić wszyscy, w tym międzynarodowe korporacje”. W zakresie ekologii BS postulują utworzenie Straży Ochrony Przyrody, wprowadzenie monitoringu rzek w systemie online czy rozbudowę systemu małej retencji. Postulują także rozwój odnawialnych źródeł energii i energii jądrowej. Ruch postuluje wprowadzenie bezpłatnej komunikacji miejskiej i regionalnej. Proponuje rozszerzenie refundacji leków dla seniorów, wprowadzenie 10-tygodniowego urlopu ojcowskiego czy wprowadzenie rządowych programów wspierających budowę mieszkań. W kwestiach polityki migracyjnej postuluje politykę otwartą na imigrantów. BS postulują wsparcie w integracji i znajdowaniu zatrudnienia przez cudzoziemców. W sprawach ustrojowych ruch proponuje, aby w wyborach samorządowych stosować bardziej proporcjonalną metodę podziału mandatów, np. metodę Sainte-Laguë.

## Wyniki w wyborach parlamentarnych
| Wybory               | Sejm    | Sejm  | Sejm  | Sejm    | Sejm    | Senat   | Senat   |
| Wybory               | Głosy   | Głosy | Głosy | Mandaty | Mandaty | Mandaty | Mandaty |
| Wybory               | Liczba  | %     | +/-   | Liczba  | +/-     | Liczba  | +/-     |
| -------------------- | ------- | ----- | ----- | ------- | ------- | ------- | ------- |
| 2015 JOW Bezpartyjni | 15 656  | 0,10  | –     | 0/460   | –       | 0/100   | –       |
| 2019 Koalicja BiS    | 144 773 | 0,78  | 0,68  | 0/460   |         | 0/100   |         |
| 2023                 | 401 054 | 1,86  | 1,08  | 0/460   |         | 0/100   |         |